# Onthophagus kanarensis
Onthophagus kanarensis är en skalbaggsart som beskrevs av Gilbert John Arrow 1931. Onthophagus kanarensis ingår i släktet Onthophagus och familjen bladhorningar. Inga underarter finns listade i Catalogue of Life.